# فاروق جنجون
فاروق جنجون (ولد في 30 يونيو 1955 - وتوفي في 19 أبريل 2017،) هو ملاكم عراقي محترف. شارك في دورة الألعاب الأولمبية الصيفية سنة 1980.

## روابط خارجية
- فاروق جنجون على موقع أوليمبيديا (الإنجليزية)